# Pinware
Pinware es un pueblo canadiense situado en la provincia de Terranova y Labrador.

## Superficie
Pinware tiene una superficie de 4,08 km².

## Demografía
En 2021, tenía 64 habitantes, una densidad poblacional de 15,7 hab./km², y 31 viviendas.